# Штефан Голеску
Штефан Голеску (рум. Ștefan Golescu; 1809, Кимпулунг — 27 серпня 1874, Нансі, Франція) — прем'єр-міністр Румунії в 1867—1868 роках.

## Біографія

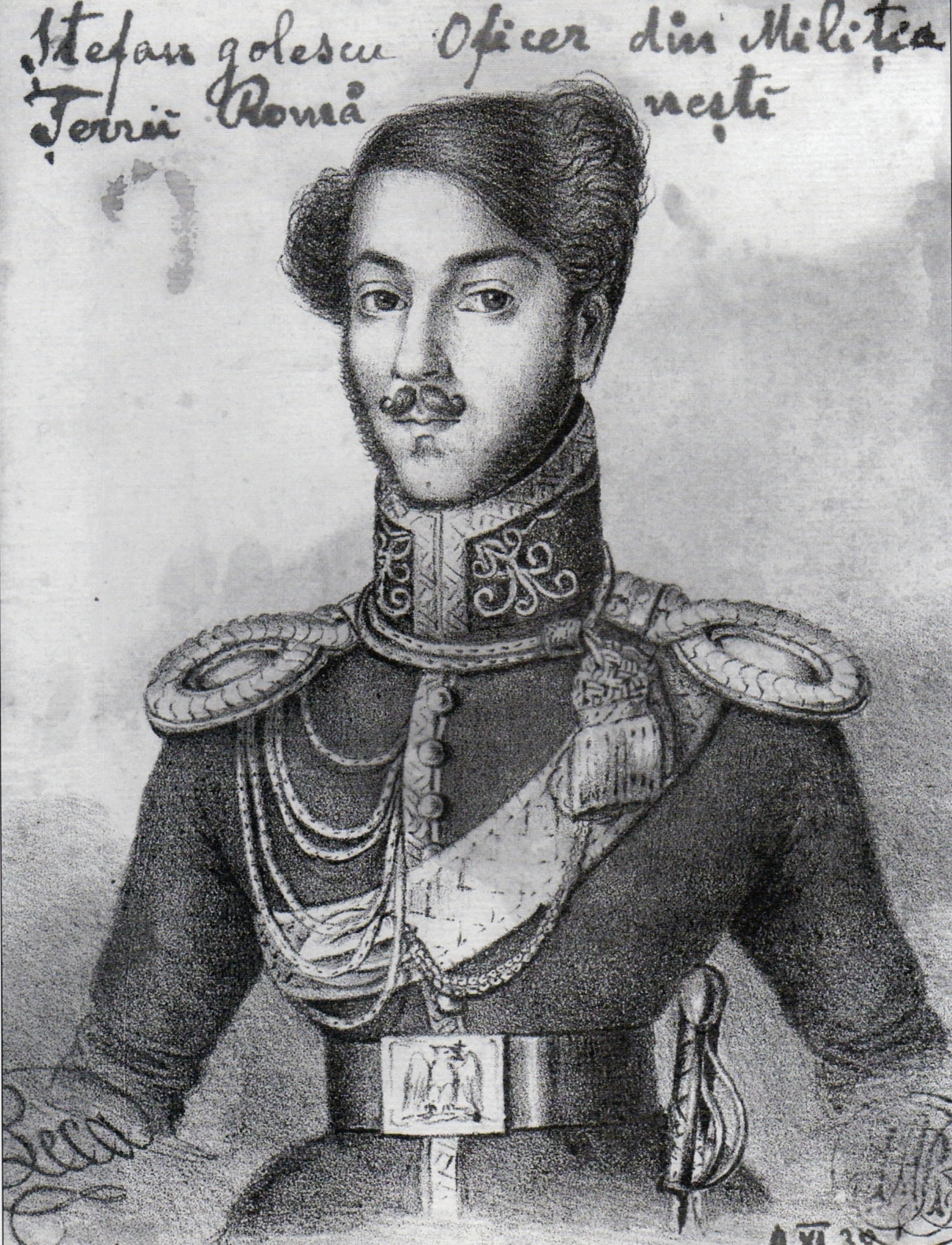
Штефан Голеску в офіцерському мундирі

Народився в 1809 в Кимпулунзі. Син великого вченого Дініку Голеску. Навчався у Швейцарії, служив у волоській армії, в 1836 став майором. Брав участь у Революції 1848 у Волощині та був членом Тимчасового уряду.
Після придушення революції до 1857 жив у засланні. Був членом ліберальної партії під керівництвом Йона Братіану.
Двічі обіймав посаду міністра закордонних справ Румунського князівства (1867—1868). Міністр внутрішніх справ з 17 серпня 1867 по 13 листопада 1867.
З 26 листопада 1867 — 12 травня 1868 очолював уряд Румунського князівства.
З 6 вересня 1868 до 15 листопада 1868 голова Сенату Румунії.